# Ghost Rider (Motorradfahrer)
Ghost Rider ist die Bezeichnung eines schwedischen Motorradfahrers, auch bekannt unter dem Namen Mika. Die Öffentlichkeit wurde durch seine illegalen und riskanten Fahrten auf ihn aufmerksam. Diese Fahrten mit dramatisch überhöhter Geschwindigkeit, die oft im öffentlichen Straßenverkehr stattfinden, filmt eine als Team Ghost Rider auftretende Gruppe, die die Aufnahmen über DVDs kommerziell verwertet.

## Die Videos
Das Team Ghost Rider hat bis jetzt sechs Filme veröffentlicht.
- Ghost Rider 1 – The Final Ride (auch vertrieben als „The Ultimate Ride“; 2002)[1]
- Ghost Rider 2 – Goes Wild (Oktober 2003)
- Ghost Rider 3 – Goes Crazy in Europe (Oktober 2004)
- Ghost Rider 4 – Goes Undercover (Oktober 2005)
- Ghost Rider 5 – Back To Basics (Februar 2008)
- Ghost Rider 6.66 – What The F**k (Dezember 2011)

In diesen Videos sind verschiedene Fahrten zu sehen, die fast ausschließlich auf öffentlichen Straßen ablaufen. Des Weiteren sind einige sogenannte „Speedruns“ dabei. Dabei versucht der Ghost Rider, möglichst schnell von einem Ort zum anderen zu gelangen. Durchschnittsgeschwindigkeiten jenseits der 250 km/h und Spitzengeschwindigkeiten deutlich über 300 km/h trotz dichten Verkehrs sind dabei keine Seltenheit. Die ersten beiden Videos spielen komplett im Großraum Stockholm bis hin nach Uppsala. Die 68 km lange Strecke zwischen den beiden Städten fuhr der Ghost Rider in einem seiner Videos innerhalb von 14 Minuten und 55 Sekunden ab, was einer Durchschnittsgeschwindigkeit von 273,5 km/h entspricht. Selbst vor Polizisten zeigte er wenig Respekt, indem er vor ihren Augen vorfuhr und provokativ Kontrollen suchte, um alsdann die Beschleunigung und die Geschwindigkeit seines Motorrades zu nutzen, um ihnen davonzufahren und die Polizei damit bloßzustellen (siehe z. B. DVD 1).
Eine ähnliche Reihe sind die Getaway-in-Stockholm-Filme, die als Vorlage von dem Ghost Rider genutzt wurden.

## Fahrzeuge

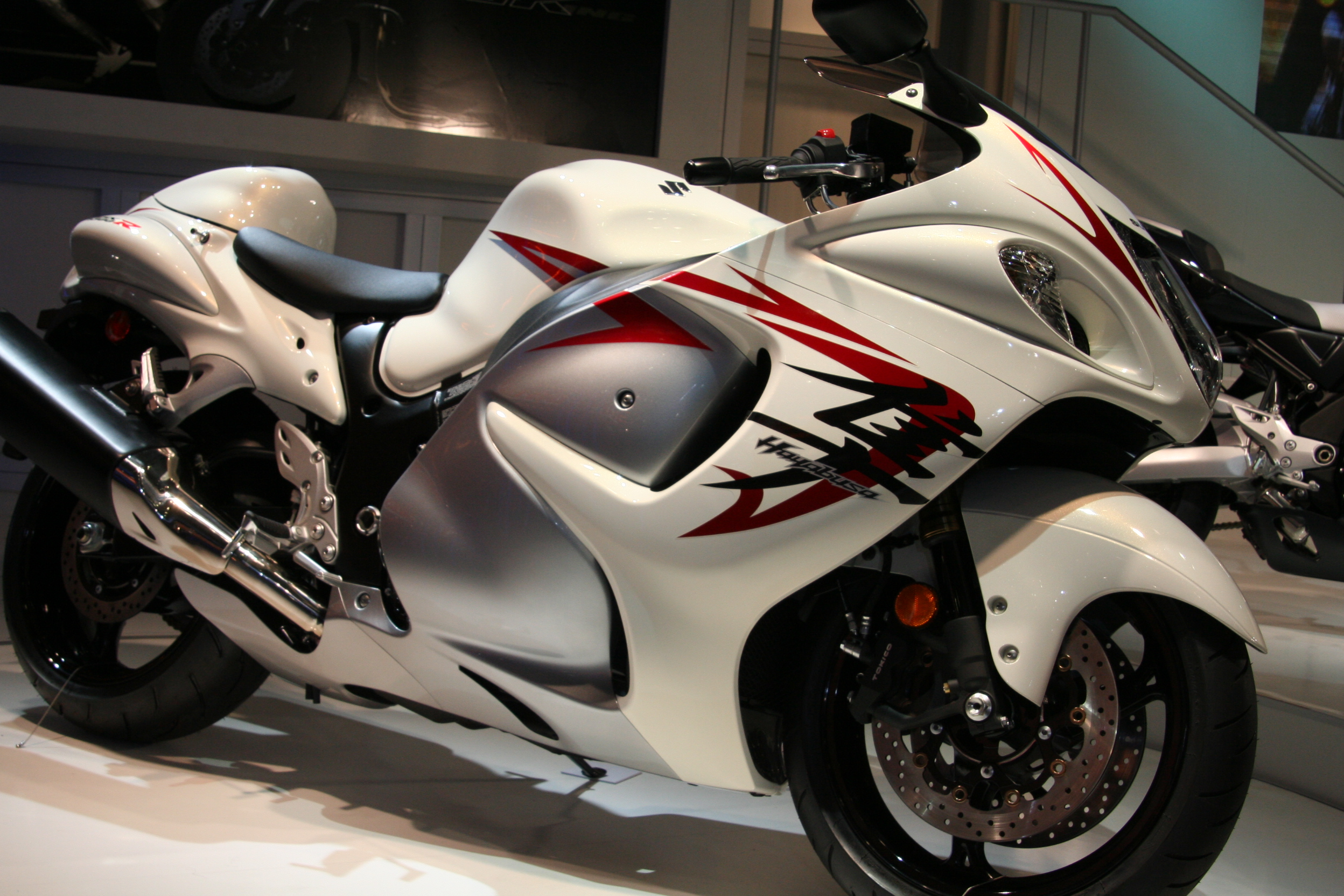
Eine Suzuki Hayabusa 1300 2007 auf der Tokyo Motor Show

Bei den meisten Fahrten steuert der Ghost Rider eine Suzuki GSX-R1000 oder eine mit Turbolader getunte Suzuki Hayabusa 1300 mit 372 kW (506 PS). Die Hayabusa beschleunigt von 0 auf 300 km/h in unter 20 Sekunden und kann mit der längsten Übersetzung eine Höchstgeschwindigkeit von über 450 km/h erreichen. Mit der normalen Übersetzung erreicht sie 370 km/h.
Allerdings fährt der Ghost Rider bei manchen Stunts oder Rennen auch andere Fahrzeuge, etwa Schneemobile, Autos (Subaru Impreza und einen Mitsubishi Lancer Evo), Fahrräder oder Pocket Bikes. Manchmal fährt er auch als Motorrad-Polizist verkleidet eine Suzuki GSX-R 1000 Polis in schwedischer Polizeiaufmachung und liefert sich mit anderen Teammitgliedern Verfolgungsjagden auf öffentlichen Straßen.
Die Motorräder aus den Filmen gehören dem SWT Racing (Swedish Wheelie Team). Dieses Team führt die Maschinen auf Motorradtreffen öffentlich vor. Die Nr. 1 dieses Teams, Patrik Fürstenhoff, steht im Guinness-Buch der Rekorde für einen Wheelie mit 307,86 km/h und ist ein schwedischer Superbike-Rennfahrer. Die Maschinen werden offiziell von SWT Racing an den Ghost Rider verliehen. Dem Vorsitzenden von SWT Racing gehören die Rechte an den Ghost-Rider-Filmen, allerdings hat er laut eigener Aussage „keine Ahnung, wie die Filme eingespielt wurden“. Nach der schwedischen Gesetzeslage muss der Ghost Rider auf frischer Tat von der Polizei gefasst werden, um angeklagt zu werden.